# 무역관련지식재산권보호협회
무역관련지식재산권보호협회(Trade related IPR(Intellectual Property Rights) Protection Association; TIPA)는 WTO의 부속협정으로 체결된 'TRIPs(무역관련지식재산권보호에 관한 협정)'에 의해 보호되는 상표권, 저작권, 디자인권 등의 지식재산권 보호를 통하여 대한민국의 지식재산 강국 실현에 기여하고자 관세청장의 인가를 받아 2007년 1월 11일에 설립된 대한민국 민법 제32조에 의한 비영리 사단법인이다. 서울특별시 강남구 언주로129길 20 5층에 위치하고 있다.

## 연혁
- 2007년 1월 11일 무역관련지식재산권보호협회 설립

## 조직

### 무역관련지식재산권보호협회장

#### 기획관리팀
- 총무
- 회계
- 회원사 관리
- 교육
- 행사

#### 조사심사지원팀
- 지식재산권 침해 조사 및 단속
- 현장심사
- 소비자 신고

#### 지식재산권 신고센터
- 상표권
- 저작권
- 특허권
- 디자인권
- 지리적표시권
- 품종보호권

#### 불공정무역행위 신고센터
- 불공정무역행위 신고 접수
- 무역행위 혐의 제보 또는 조사 신청
- 당해 업종 물품의 수입 감시 및 동향 분석
- 불공정무역행위 입증에 필요한 자료 수집

## 주요 업무
- 지식재산권 세관신고
- 위조품 식별교육
- 국제우편물(EMS) 단속 지원
- 시중 지식재산권 단속 지원
- 무역통계자료 분석
- 병행수입관련 지식재산권 침해
- 정품확인 서비스
- 불공정무역행위신고센터
- 지식재산권 보호를 위한 행사/간담회/워크숍/홍보 등